# Badminton bei den Island Games 1997
Bei den Island Games 1997 wurden vom 28. Juni bis zum 4. Juli 1997 auf Jersey sechs Badmintonwettbewerbe ausgetragen.

## Medaillengewinner
| Disziplin    | Gold                              | Silber                         | Bronze                              |
| ------------ | --------------------------------- | ------------------------------ | ----------------------------------- |
| Herreneinzel | Glenn MacFarlane                  | Mark Leadbeater                | Darren Le Tissier                   |
| Herreneinzel | Glenn MacFarlane                  | Mark Leadbeater                | Jákup Midjord                       |
| Dameneinzel  | Elizabeth Cann                    | Danielle Le Feuvre             | Lucy Hughes                         |
| Dameneinzel  | Elizabeth Cann                    | Danielle Le Feuvre             | Helena Nirs                         |
| Herrendoppel | Glenn MacFarlane Mark Leadbeater  | Darren Le Tissier Ifthi Wangsa | Lennert Hansen Carsten Frank Hansen |
| Herrendoppel | Glenn MacFarlane Mark Leadbeater  | Darren Le Tissier Ifthi Wangsa | Adam Garwood Simon Allchin          |
| Damendoppel  | Elizabeth Cann Danielle Le Feuvre | Sarah Le Moigne Sally Wood     | Ronnie Jubb Solenn Pasturel         |
| Damendoppel  | Elizabeth Cann Danielle Le Feuvre | Sarah Le Moigne Sally Wood     | Sharon Nicholson Nicola Watson      |
| Mixed        | Mark Leadbeater Sarah Le Moigne   | Glenn MacFarlane Sally Wood    | Alistair Sarre Ronnie Jubb          |
| Mixed        | Mark Leadbeater Sarah Le Moigne   | Glenn MacFarlane Sally Wood    | Adam Garwood Danielle Le Feuvre     |
| Team         | Jersey                            | Guernsey                       | Shetlandinseln                      |